# Martin Arend von Dockum
Martin Arend von Dockum (* 1665 in Friedland; † 7. April 1732) war ein preußischer Generalmajor, Chef des Dragonerregiments Nr. 7 und des Husarenregiments H 1 sowie Amtshauptmann von Tilsit.

## Leben
Seine Eltern waren der holländische Obrist Martin (Moritz) von Dockum und dessen Ehefrau Ottilie Katharina von Gevertshagen, Witwe des Oberst Dietrich von Steck.
Dockum kämpfte während des Spanischen Erbfolgekrieges in der Holländischen Armee. Dort wurde er am 28. September 1706 Major und am 28. Oktober 1707 Oberstleutnant im Regiment Carabiniers. Er wechselte am 28. März 1717 in preußische Dienste, wo er Oberst im Dragoner-Regiment Nr. 6 wurde. Am 15. Juni 1727 erhielt er das mit fünf Eskadronen neu errichtete Dragonerregiment Nr. 7 und des Husaren-Regiments Nr. 1. Am 6. Juni 1728 wurde er Generalmajor. Am 20. Juli 1729 wurde er Hauptmann von Sehesten im Kreis Sensburg, was er aber bereits im 28. Juni 1729 mit Georg Ernst von Creytzen gegen Tilsit tauschte.
Am 7. April 1732 starb er bei einem Pistolen-Duell mit dem ehemaligen Leutnant von Wolden auf einer Wiese bei Cotwitz bei Zerbst. Der Leutnant hatte kurz zuvor seinen Abschied gefordert und erhalten. Nach seinem Tod stellte sich heraus, dass er 9000 Taler Schulden hatte. Er wurde in der Kirche von Wörlitz am 16. April 1732 beigesetzt.
Er heiratete im September 1728 Anna Maria Wilhelmine Sophie von der Recke zu Uentrop (* 1692; † 18. Juli 1781). Die Witwe wurde am 22. Juli 1781 in der Garnisonkirche beigesetzt. Sie erhielt bis zu ihrem Tod eine Pension von 150 Talern.